# Fellering
Ne doit pas être confondu avec Felletin.
Fellering [fɛlʁɛ̃]  est une commune française située dans la circonscription administrative du Haut-Rhin et, depuis le 1er janvier 2021, intégrée dans le territoire de la collectivité européenne d'Alsace, en région Grand Est.
Cette commune se trouve dans la région historique et culturelle d'Alsace.
Ses habitants sont appelés les Felleringeois ou les Fellerinois.

## Géographie

### Localisation
Commune située à 1,4 km de Hussering-Wesserling, 12,9 de Thann, 35,1 de Mulhouse.
| Ventron (Vosges) | Kruth, Oderen | Linthal, Lautenbachzell |
| Bussang (Vosges) | Fellering     | Ranspach                |
| Urbès            |               | Husseren-Wesserling     |

### Géologie et relief
Le Grand Drumont souvent désigné sous « Tête de Fellering » ou « Felleringerkopf ».
Au cœur du massif des Vosges, la localité, située de 430 à 1 265 mètres d'altitude, occupe une position remarquable de la vallée de la Thur, à 12,9 km de Thann.
Son territoire se trouve sur la réserve naturelle nationale du massif du Ventron.
C'est une des 201 communes du parc naturel régional des Ballons des Vosges réparties sur quatre départements : les Vosges, le Haut-Rhin, le Territoire de Belfort et la Haute-Saône.
La crête nord-ouest de la commune marque la frontière à la Lorraine.

### Hydrographie et les eaux souterraines
Hydrogéologie et climatologie : Système d’information pour la gestion des eaux souterraines du bassin Rhin-Meuse :
Territoire communal : Occupation du sol (Corinne Land Cover); Cours d'eau (BD Carthage),
Géologie : Carte géologique; Coupes géologiques et techniques,
 Hydrogéologie : Masses d'eau souterraine; BD Lisa; Cartes piézométriques.

#### Réseau hydrographique
La commune est dans le bassin versant du Rhin au sein du bassin Rhin-Meuse. Elle est drainée par la Thur, la Lauch, le ruisseau Langmattruntz, le Ramersbach, le ruisseau Frentzlochrunz, le ruisseau Heiderbeerenloch et le Schalmbach,,.
La Thur, d'une longueur de 53 km, prend sa source dans la commune de Wildenstein et se jette dans l'Ill à Ensisheim, après avoir traversé 20 communes. 
La Lauch, d'une longueur de 47 km, prend sa source dans la commune de Linthal et se jette dans l'Ill à Horbourg-Wihr, après avoir traversé 18 communes. 

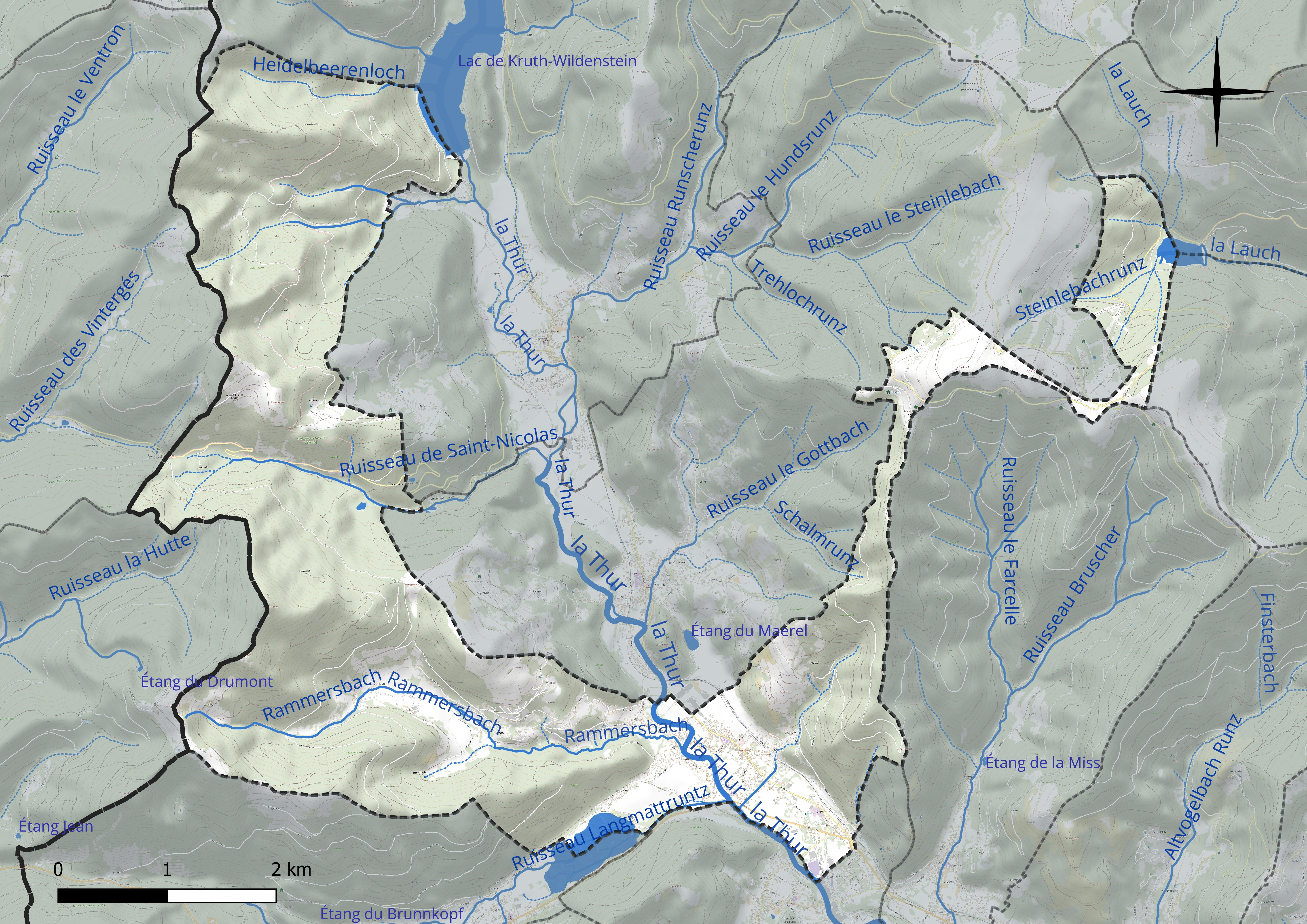
Réseau hydrographique de Fellering.

Deux plans d'eau complètent le réseau hydrographique : le lac de Kruth-Wildenstein, d'une superficie totale de 76 ha (3,3 ha sur la commune) et le lac de la Lauch, d'une superficie totale de 8,1 ha (3,1 ha sur la commune),.

#### Gestion et qualité des eaux
Le territoire communal est couvert par le schéma d'aménagement et de gestion des eaux (SAGE) « Lauch ». Ce document de planification concerne les bassins versants de la Lauch, de l’Ohmbach et du Rimbach, dont le territoire s'étend sur 358 km2. Le périmètre a été arrêté le 7 mars 2013 et le SAGE, à proprement dit, a été approuvé le 15 janvier 2020. La structure porteuse de l'élaboration et de la mise en œuvre est le syndicat mixte « Rivières de Haute-Alsace ». 
La qualité des cours d’eau peut être consultée sur un site dédié géré par les agences de l’eau et l’Agence française pour la biodiversité.

### Climat
Pour des articles plus généraux, voir Climat du Grand Est et Climat du Haut-Rhin.
En 2010, le climat de la commune est de type climat de montagne, selon une étude du Centre national de la recherche scientifique s'appuyant sur une série de données couvrant la période 1971-2000. En 2020, Météo-France publie une typologie des climats de la France métropolitaine dans laquelle la commune est exposée à un climat semi-continental et est dans la région climatique  Vosges, caractérisée par une pluviométrie très élevée (1 500 à 2 000 mm/an) en toutes saisons et un hiver rude (moins de 1 °C). 
Pour la période 1971-2000, la température annuelle moyenne est de 9,3 °C, avec une amplitude thermique annuelle de 16,9 °C. Le cumul annuel moyen de précipitations est de 1 498 mm, avec 13,7 jours de précipitations en janvier et 10,9 jours en juillet. Pour la période 1991-2020, la température moyenne annuelle observée sur la station météorologique de Météo-France la plus proche, « Markstein Crete », sur la commune d'Oderen à 2 km à vol d'oiseau, est de 6,3 °C et le cumul annuel moyen de précipitations est de 1 489,3 mm. 
La température maximale relevée sur cette station est de 30,3 °C, atteinte le 7 août 2015 ; la température minimale est de −20,4 °C, atteinte le 20 décembre 2009,,. 
Les paramètres climatiques de la commune ont été estimés pour le milieu du siècle (2041-2070) selon différents scénarios d'émission de gaz à effet de serre à partir des nouvelles projections climatiques de référence DRIAS-2020. Ils sont consultables sur un site dédié publié par Météo-France en novembre 2022.

## Urbanisme

### Typologie
Au 1er janvier 2024, Fellering est catégorisée petite ville, selon la nouvelle grille communale de densité à sept niveaux définie par l'Insee en 2022.
Elle appartient à l'unité urbaine de Saint-Amarin, une agglomération intra-départementale regroupant neuf communes, dont elle est ville-centre,,. La commune est en outre hors attraction des villes,.

### Occupation des sols
L'occupation des sols de la commune, telle qu'elle ressort de la base de données européenne d’occupation biophysique des sols Corine Land Cover (CLC), est marquée par l'importance des forêts et milieux semi-naturels (82,4 % en 2018), en augmentation par rapport à 1990 (81,5 %). La répartition détaillée en 2018 est la suivante : forêts (72,9 %), milieux à végétation arbustive et/ou herbacée (9,6 %), zones agricoles hétérogènes (7,3 %), prairies (4,9 %), zones urbanisées (4,8 %), zones humides intérieures (0,5 %), eaux continentales (0,1 %). L'évolution de l’occupation des sols de la commune et de ses infrastructures peut être observée sur les différentes représentations cartographiques du territoire : la carte de Cassini (XVIIIe siècle), la carte d'état-major (1820-1866) et les cartes ou photos aériennes de l'IGN pour la période actuelle (1950 à aujourd'hui).

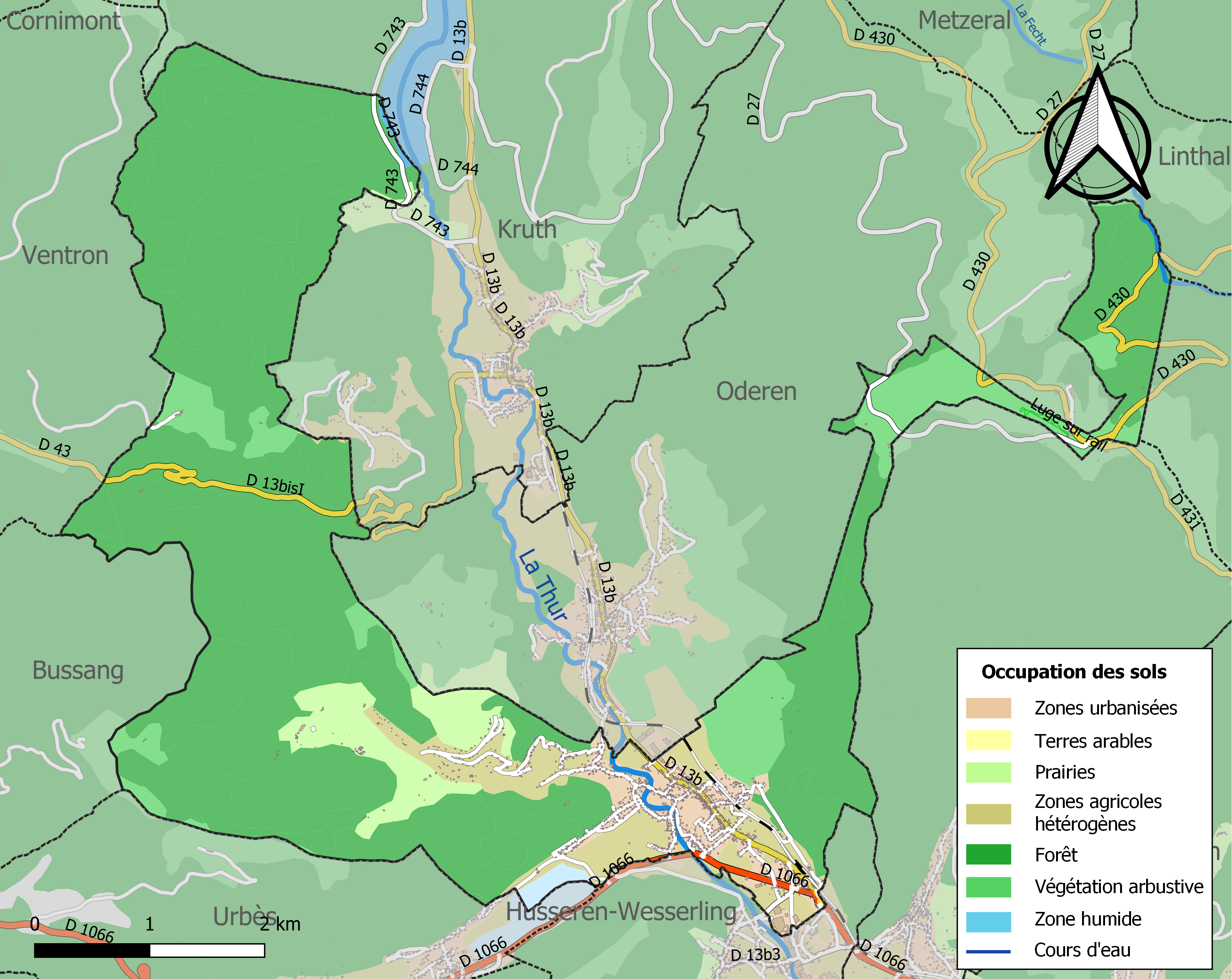
Carte des infrastructures et de l'occupation des sols de la commune en 2018 (CLC).

### Voies de communications et transports

#### Voies routières
Fellering se trouve au carrefour de deux axes de circulation, le principal étant matérialisé par la N 66 qui relie Mulhouse au Sud-Est vosgien, le secondaire remontant vers Oderen, Kruth, Wildenstein et la route des Crêtes.

#### Transports en commun
Thann bénéficie de la proximité d'axes internationaux tels que les autoroutes A35 et A36.

##### SNCF
- Gare de Wesserling,
- Gare de Thann,
- Gare de Mulhouse,
- Aéroport international de Bâle-Mulhouse-Fribourg.

##### Transports aériens
Les aéroports les plus proches sont :
- Aéroport de Colmar - Houssen,
- Aérodrome de Montbéliard - Courcelles.

La commune bénéficie du plan local d'urbanisme intercommunal de la vallée de Saint-Amarin, dont la dernière procédure a été approuvée le 30 mars 2022.

### Risques naturels et technologiques
Commune située dans une zone de sismicité modérée.

## Toponymie
Les premières mentions de la commune remontent à 973. Le nom de Fellering viendrait de l'allemand Feld (champs) et -ingen (suffixe désignant une fondation créée par un clan) ou umringt (entouré de). Toutefois selon une autre thèse, soutenue notamment par M. Robert Hartmann, il ne faudrait pas s’arrêter sur la forme la plus récente, mais au contraire sur la plus ancienne. L’étude des noms des lieux-dits de la haute vallée de la Thur prouve que de nombreux lieux-dits portent des noms d’origine celtique, latine ou de vieux français : on peut citer comme exemples Schalm, Batschina, Vorgott, Treh (qu’on écrivait Tréé jusque vers les années 1870). L’appellation courante du village, Fallri ou Fallery, qui a subsisté à travers les siècles, en semble la meilleure preuve. Ce nom, qui dérive tout droit du vieux français Faylan, issu de Fay ou Fahi, et constitue une ancienne dénomination du hêtre, subsiste dans de nombreux endroits des Vosges et du Territoire de Belfort. Faylan signifierait alors « la montagne portant des forêts de hêtres ».
Veldelingen (1357), Velldringen (1550), Felleringes (1793), Felleringen (1801). Falleri en alsacien.

## Histoire
Une voie romaine, qui permettait le franchissement des Vosges, passait sur le site du village. À l'origine, dans les massifs vosgiens, les voies antiques, voies romaines (en latin via strata), ont favorisé les déplacements. Elles remontaient la vallée de la Moselle pour descendre en Alsace et gagner Bâle. Puis les « routes du commerce » ont été assorties de péages.
C’est en 792 que Charlemagne (742-814) fit à l’abbaye de Murbach, don de la vallée de Saint-Amarin, et qui incluait Fellerin,.
Fellering a été la seule commune de la haute vallée de la Thur où coexistaient une église (l'église catholique actuelle a été construite entre 1878 et 1880), un temple (en 1912) et une synagogue / oratoire (en 1855), dans une dépendance de la maison Schick,,.
3 personnes juives de la commune (Renée Lehmann, née Bloch, Marcel Lévy et Rosette Simon née Bloch) ont été déportés à Auschwitz par les nazis.
Les travaux du tunnel d'Urbès (Camp de concentration nazi), pour une ligne ferroviaire jamais achevée, qui devait relier Saint-Maurice-sur-Moselle à Fellering, auraient commencé en décembre 1943 ou janvier 1944. Des vestiges sont encore visibles le long du chemin allant de Fellering vers la zone naturelle du See d'Urbès.

## Politique et administration

### Découpage territorial
La commune de Fellering est membre de la communauté de communes de la Vallée de Saint-Amarin, un établissement public de coopération intercommunale (EPCI) à fiscalité propre créé le 31 décembre 1999 dont le siège est à Saint-Amarin. Ce dernier est par ailleurs membre d'autres groupements intercommunaux.
Sur le plan administratif, elle est rattachée à l'arrondissement de Thann-Guebwiller, à la circonscription administrative de l'État du Haut-Rhin, en tant que circonscription administrative de l'État, et à la région Grand Est. 
Sur le plan électoral, elle dépendait jusqu'en 2020 du  canton de Cernay pour l'élection des conseillers départementaux au sein du conseil départemental du Haut-Rhin. Depuis le 1er janvier 2021, elle dépend du même canton pour l'élection des conseillers d'Alsace au sein de la collectivité européenne d'Alsace.

## Finances communales

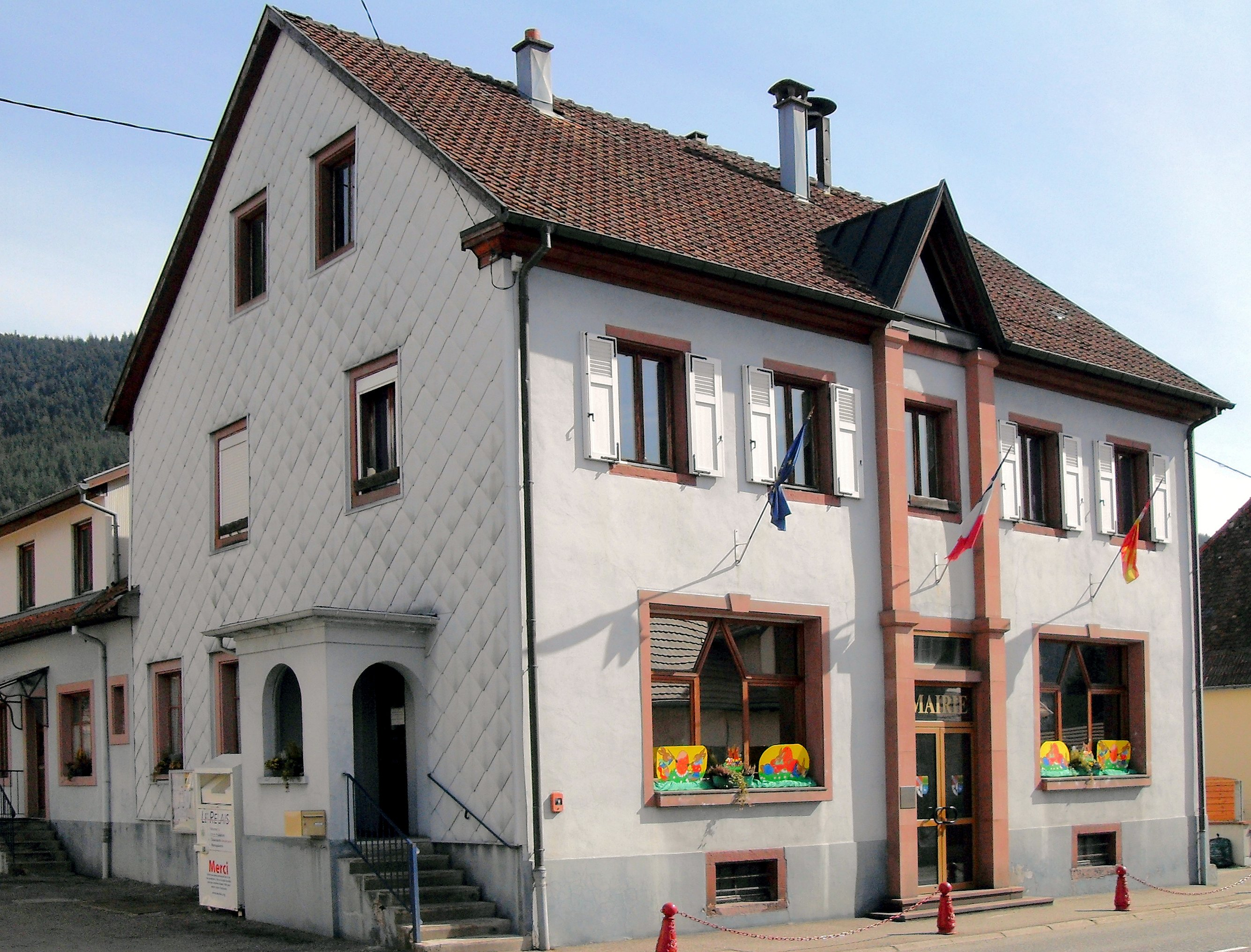
La mairie de Fellering.

En 2022, le budget de la commune était constitué ainsi :
- total des produits de fonctionnement : 1 113 000 €, soit 684 € par habitant ;
- total des charges de fonctionnement : 1 023 000 €, soit 629 € par habitant ;
- total des ressources d'investissement : 143 000 €, soit 88 € par habitant ;
- total des emplois d'investissement : 196 000 €, soit 121 € par habitant ;
- endettement : 607 000 €, soit 374 € par habitant.

Avec les taux de fiscalité suivants :
- taxe d'habitation : 13,71 % ;
- taxe foncière sur les propriétés bâties : 28,11 % ;
- taxe foncière sur les propriétés non bâties : 60,28 % ;
- taxe additionnelle à la taxe foncière sur les propriétés non bâties : 0,00 % ;
- cotisation foncière des entreprises : 0,00 %.

Chiffres clés Revenus et pauvreté des ménages en 2021 : médiane en 2021 du revenu disponible, par unité de consommation : 23 560 €.

### Jumelages
- Donville-les-Bains (France) depuis le 16 mai 2010

## Population et société

### Démographie

#### Évolution démographique
L'évolution du nombre d'habitants est connue à travers les recensements de la population effectués dans la commune depuis 1800. Pour les communes de moins de 10 000 habitants, une enquête de recensement portant sur toute la population est réalisée tous les cinq ans, les populations de référence des années intermédiaires étant quant à elles estimées par interpolation ou extrapolation. Pour la commune, le premier recensement exhaustif entrant dans le cadre du nouveau dispositif a été réalisé en 2005.

En 2022, la commune comptait 1 585 habitants, en évolution de −2,16 % par rapport à 2016 (Haut-Rhin : +0,66 %, France hors Mayotte : +2,11 %).
| 1800  | 1806  | 1821  | 1831  | 1836  | 1841  | 1846  | 1851  | 1856  |
| ----- | ----- | ----- | ----- | ----- | ----- | ----- | ----- | ----- |
| 1 123 | 1 421 | 1 329 | 1 591 | 1 645 | 1 708 | 1 724 | 1 841 | 2 006 |

| 1861  | 1866  | 1871  | 1875  | 1880  | 1885  | 1890  | 1895  | 1900  |
| ----- | ----- | ----- | ----- | ----- | ----- | ----- | ----- | ----- |
| 1 979 | 1 882 | 1 817 | 1 678 | 1 585 | 1 506 | 1 510 | 1 498 | 1 597 |

| 1905  | 1910  | 1921  | 1926  | 1931  | 1936  | 1946  | 1954  | 1962  |
| ----- | ----- | ----- | ----- | ----- | ----- | ----- | ----- | ----- |
| 1 634 | 1 670 | 1 619 | 1 559 | 1 554 | 1 486 | 1 426 | 1 414 | 1 424 |

| 1968  | 1975  | 1982  | 1990  | 1999  | 2005  | 2006  | 2010  | 2015  |
| ----- | ----- | ----- | ----- | ----- | ----- | ----- | ----- | ----- |
| 1 401 | 1 343 | 1 454 | 1 501 | 1 548 | 1 649 | 1 674 | 1 716 | 1 636 |

| 2020  | 2022  | - | - | - | - | - | - | - |
| ----- | ----- | - | - | - | - | - | - | - |
| 1 599 | 1 585 | - | - | - | - | - | - | - |

### Enseignement
Établissements d'enseignements :
- Écoles maternelles,
- Écoles primaires d'Oderen, Kruth, Fellering[50],
- Collèges à Saint-Amarin, Cornimont, La Bresse, Le Thillot, Thann,
- Lycées à Thann, Gérardmer, Guebwiller.

### Santé
Professionnels et établissements de santé :
- Médecins à Fellering, Oderen,
- Pharmacies à Fellering, Oderen,
- Hôpitaux à Oderen.

### Cultes
- Culte catholique, paroisse du Val de Wesserling dans la zone pastorale de Thur et Doller, diocèse de Strasbourg[52].
- Culte protestant[53].

## Économie

### Entreprises et commerces

#### Agriculture
- GAEC Schoffel-Pierrel[54].
- GAEC Valentin. Élevage de vaches laitières[55].

#### Tourisme
La commune est adhérente au parc naturel régional des Ballons des Vosges.
- Lac de la Lauch.
- La montagne proche attire nombre de marcheurs, mais ce sont les deux sites de parapente du Markstein (un des plus importants d'Europe) et du Drumont qui attirent le plus grand nombre de parapentistes et de spectateurs. Les deux décollages sont situés de part et d'autre du village, créant une animation permanente et multicolore dans le ciel et à l'atterrissage en bordure des maisons.

Les randonnées sont possibles dans la réserve naturelle nationale du massif du Ventron, refuge du Grand Tétras et du lynx dans le massif vosgien.

#### Commerces
- Commerces et services de proximité.
- Usine textile : L'usine textile de Husseren-Wesserling, voisine de Fellering, comporte des bâtiments sur le territoire de Fellering[57].

## Culture locale et patrimoine

### Lieux et monuments

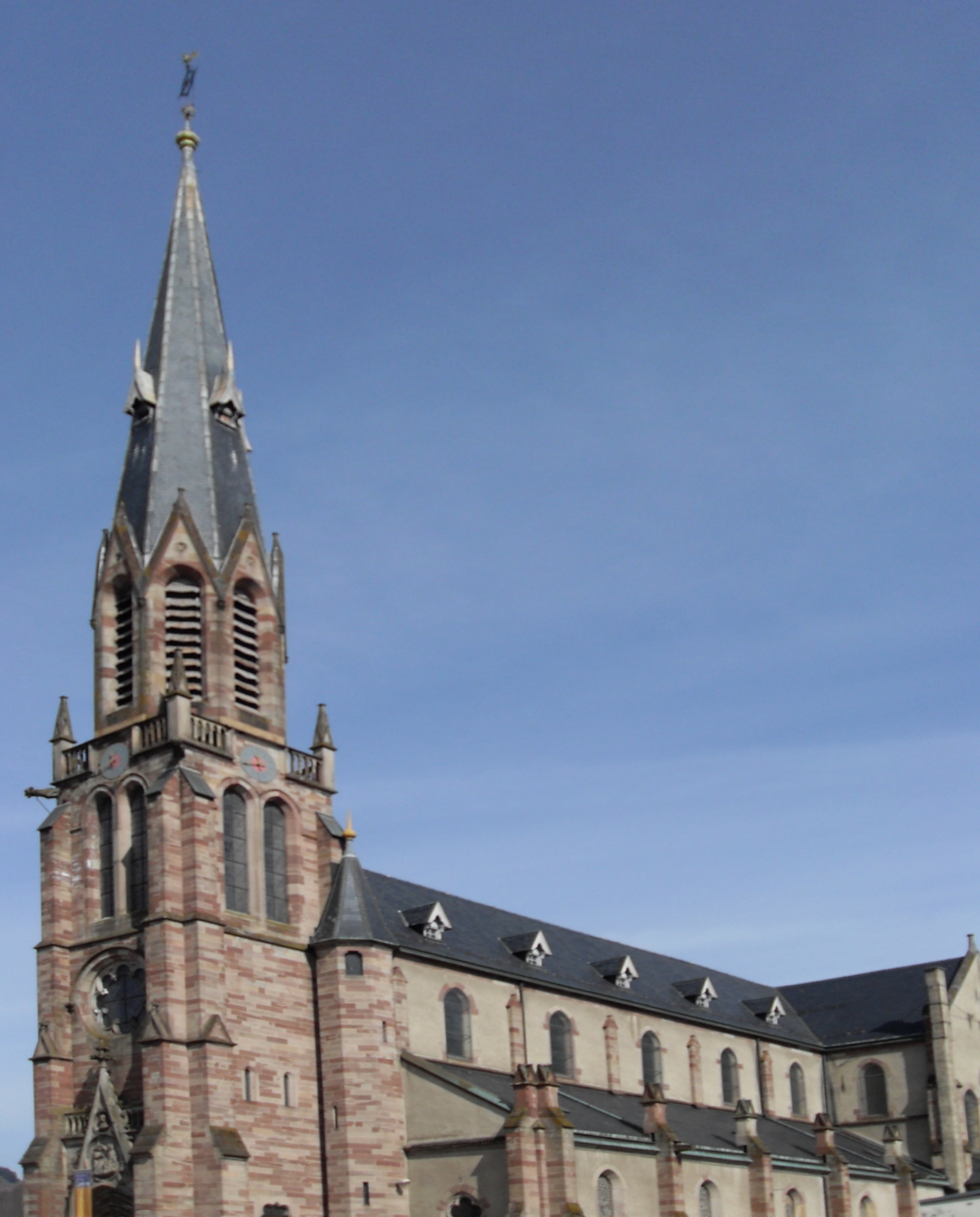
L'église Saint-Antoine.
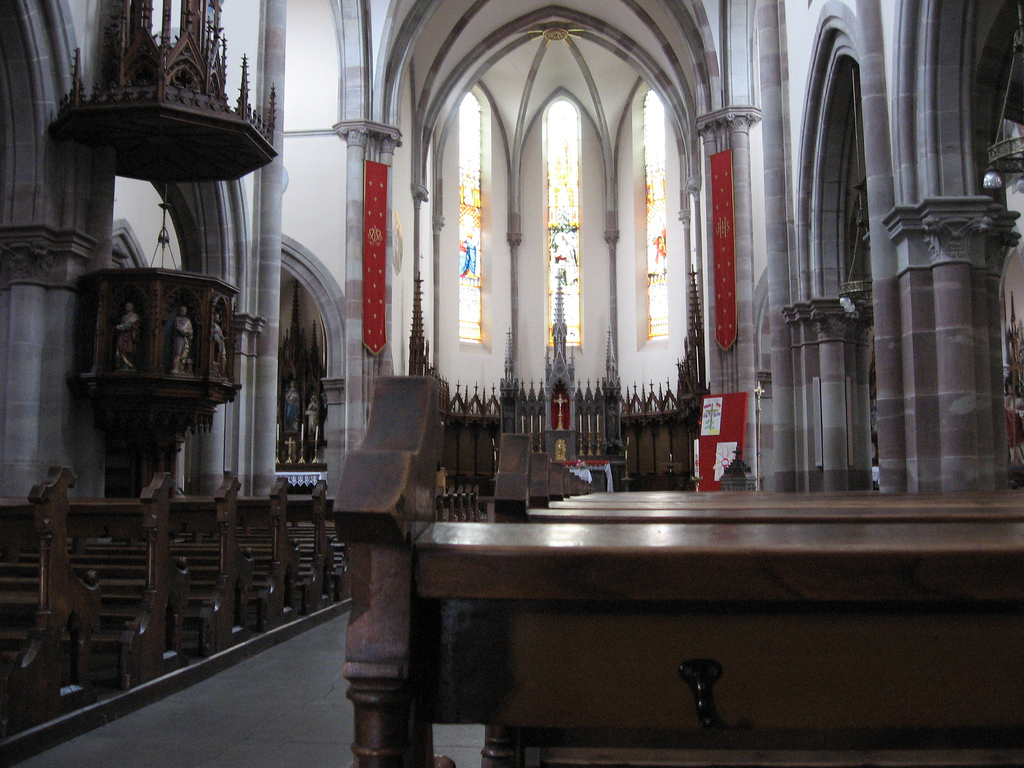
Intérieur de l'église.
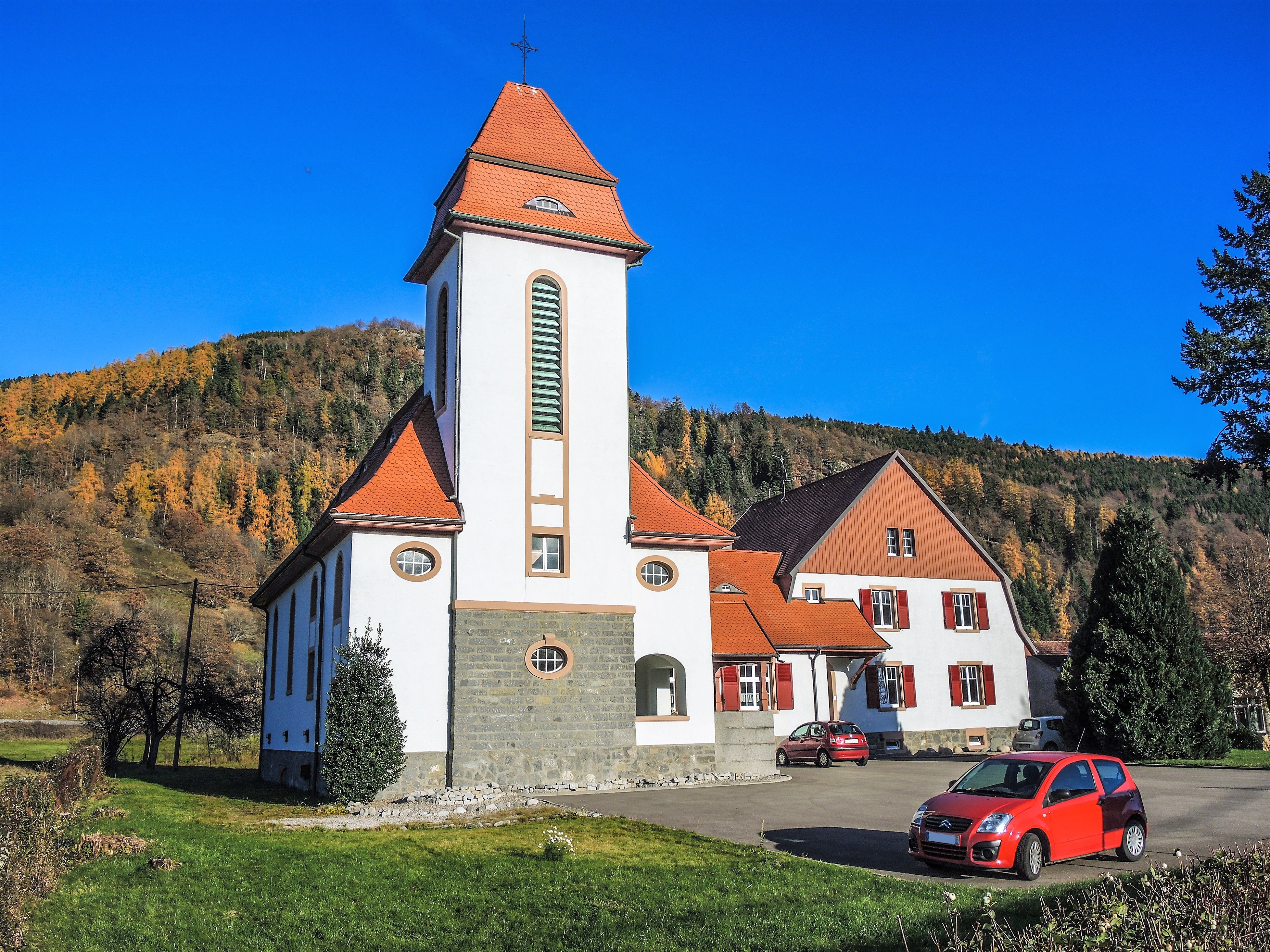
Temple protestant.
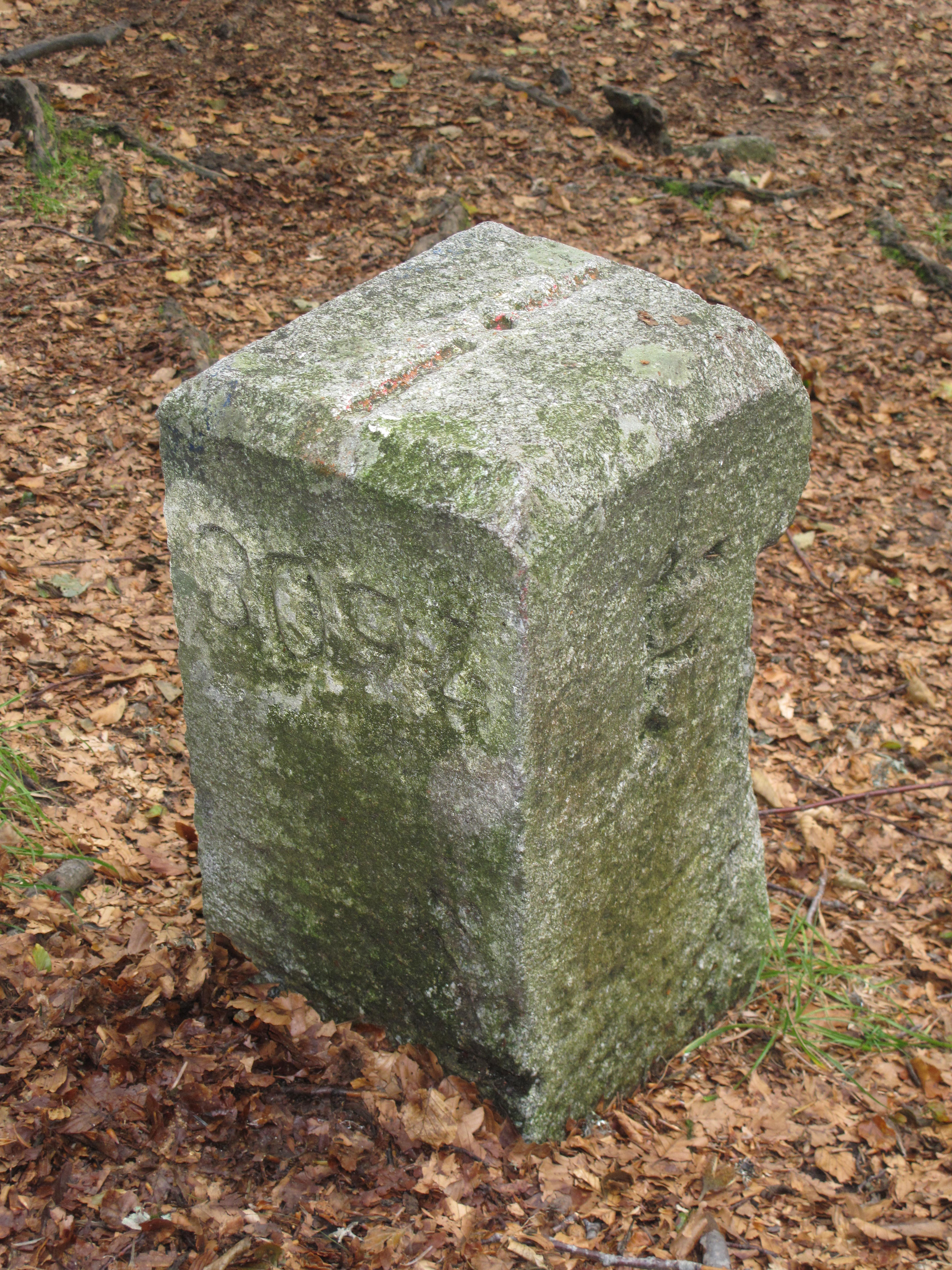
Borne marquant l'ancienne frontière pendant l'occupation allemande de l'Alsace-Lorraine (1871-1918).

Église paroissiale Saint-Antoine-abbéL'église catholique actuelle a été construite entre 1878 et 1880, date de son inauguration. 
Statue Vierge à l'Enfant.
Le mobilier de l'église paroissiale.
Calice, patène.
Elle est ornée de 14 fresques de Charles-Joseph Limido, dit Carlo.
Tableau Tentation de saint Antoine.
Un orgue Callinet a été remplacé en 1948 par un nouvel orgue de Edmond Alexandre Roethinger, dont l'entreprise familiale était basée à Schiltigheim (Bas-Rhin).
Presbytèrereconstruit par l'architecte Poisat de 1840 à 1844.
Temple de calvinistes et l'église protestante réformée de Felleringconstruit en 1911,,,,, et son orgue de 1912,,.
Cimetière communalétabli en 1812, puis agrandi.
Monument aux mortsConflits commémorés : guerres 1914-1918 - 1939-1945 - Indochine (1946-1954) - AFN-Algérie (1954-1962).

### Personnalités liées à la commune
- Albin Haller (1849-1925), chimiste organicien et membre, puis président, de l'Académie des sciences, est né à Fellering.

### Héraldique
| Blason de Fellering | Les armes de Fellering se blasonnent ainsi : « Ecartelé, au premier de gueules à la bande d'argent chargée de trois cloches de vair, au deuxième d'or à trois sapins sur un mont, le tout de sinople, au troisième d'argent au lévrier de sable, colleté et bouclé de gueules, au quatrième d'azur au héron d'argent debout sur une terrasse de sable. » |

Les armes sont celles de la famille Stoer, éteinte au XVe siècle, les sapins évoquent la forêt communale, le lévrier est le symbole de l’abbaye de Murbach et le héron rappelle la présence de cet échassier dans les tourbières de la commune.